# Projekt 41
Projekt 41 (jinak též třída Něustrašimij) byla třída torpédoborců sovětského námořnictva z doby studené války. Dokončen byl pouze jeden torpédoborec této třídy. Sloužil v letech 1955–1974. Byla to poslední třída sovětských torpédoborců, vycházejících z italských vzorů z poloviny 30. let (počínaje třídou Gněvnyj).

## Stavba
Ze čtyř původně objednaných lodí této třídy byl nakonec postaven pouze torpédoborec Něustrašimij. Kýl lodi byl založen 5. července 1950, dne 29. ledna 1951 byl trup spuštěn na vodu a 26. července 1955 byl Něustrašimij dokončen. Stavba dalších tří byla zrušena před založením kýlu.

## Konstrukce
Výzbroj tvořily čtyři 130mm kanóny ve dvou dvoudělových věžích, které doplňovaly čtyři 45mm dvojkanóny (roku 1957 později nahrazené čtyřhlavňovou lafetací). Roku 1959 bylo instalováno ještě osm kanónů ráže 25 mm. K napadání hladinových lodí sloužily dva pětihlavňové 533mm torpédomety. K ničení ponorek loď nesla šest vrhačů hlubinných pum (později dva salvové vrhače RBU-2500). Pohonný systém tvořily dvě parní turbíny a čtyři kotle. Jeho výkon byl 66 000 shp. Nejvyšší rychlost dosahovala 34 uzlů.